# ザ・ラグビーチャンピオンシップ2015
ザ・ラグビーチャンピオンシップ2015（2015 Rugby Championship、2015 TRC）は、2015年7月から8月にかけて開催された 南半球4か国のナショナルチームによる「ザ・ラグビーチャンピオンシップ」の第4回大会。
主催はSANZAAR。北半球6か国代表によるシックス・ネイションズと並ぶ、強豪国リーグである。前身大会のトライネーションズ（Tri Nations）からは、通算20回目となる。

## 概要
出典
この年まで、ワールドカップ同様に「4トライ以上獲得」でボーナスポイント1点の加算ルールが適用。
次回2016年大会からは、「相手チームより3トライ以上多くトライ」でボーナスポイント1点加算に変更となる。なお、「7点差以内の敗戦でボーナスポイント1点」については変更が無い。新しいボーナスポイントのルールは、SANZAAR主催の大会（スーパーラグビーを含む）で共通のものとなる。
ワールドカップ開催年のため、試合数を通常年より半減し、相手3チームと1試合ずつしか行わない。ボーナスポイントを含めた勝ち点で順位を決める。

## 冠スポンサー
各国で冠スポンサーを設けており、今大会では以下のような大会名でも呼ぶ。
- 南アフリカ共和国：「キャッスルラガー・ラグビーチャンピオンシップ（The Castle Lager Rugby Championship）」[3] - キャッスルラガーは南アフリカのビール会社およびブランド。
- ニュージーランド：「インベステック・ラグビーチャンピオンシップ（The Investec Rugby Championship）」[4] - インベステックはイギリスと南アフリカを主な拠点とした金融会社。
- オーストラリア：「カストロールエッジ・ラグビーチャンピオンシップ（The Castrol Edge Rugby Championship）」[5] - カストロールエッジは自動車用オイルなどのブランド。
- アルゼンチン：「パーソナル・ラグビーチャンピオンシップ（The Personal Rugby Championship）」[6] - パーソナルはアルゼンチンの携帯電話キャリアおよび通信会社。

## 戦績
出典
| 順位 | 国               | 勝敗   | 勝敗 | 勝敗     | 勝敗 | 得点 | 得点 | 得点     | 4トライ以上獲得のボーナスポイント | 7点差以内の敗戦ボーナスポイント | 勝ち点合計 |
| 順位 | 国               | 試合数 | 勝ち | 引き分け | 負け | 得点 | 失点 | 得失点差 | 4トライ以上獲得のボーナスポイント | 7点差以内の敗戦ボーナスポイント | 勝ち点合計 |
| ---- | ---------------- | ------ | ---- | -------- | ---- | ---- | ---- | -------- | --------------------------------- | ------------------------------- | ---------- |
| 1    | オーストラリア   | 3      | 3    | 0        | 0    | 85   | 48   | +37      | 1                                 | 0                               | 13         |
| 2    | ニュージーランド | 3      | 2    | 0        | 1    | 85   | 65   | +20      | 1                                 | 0                               | 9          |
| 3    | アルゼンチン     | 3      | 1    | 0        | 2    | 64   | 98   | –34      | 1                                 | 0                               | 5          |
| 4    | 南アフリカ共和国 | 3      | 0    | 0        | 3    | 65   | 88   | –23      | 0                                 | 2                               | 2          |

勝ち点の合計で優勝を競う。勝ち4点、引き分け2点、負け0点。4トライ以上の獲得で1点、7点差以内の負けで1点。

### 優勝・2国間トロフィー
| 優勝                       | オーストラリア   | 4回目  | 1996年トライネーションズからの通算             | 1996年からの通算。2012年からでは1回目。   |
| ブレディスローカップ       | ニュージーランド |        | オーストラリアとニュージーランドとの対戦の勝者 | 2試合で競う。2戦目（2015年8月15日）で決定 |
| マンデラチャレンジプレート | オーストラリア   |        | 南アフリカとオーストラリアとの対戦の勝者       | 1試合（2015年7月18日）で決定              |
| フリーダムカップ           | ニュージーランド |        | 南アフリカとニュージーランドとの対戦の勝者     | 1試合（2015年7月25日）で決定              |
| ピューマトロフィー         | オーストラリア   |        | アルゼンチンとオーストラリアとの対戦の勝者     | 1試合（2015年7月25日）で決定              |
| ウドゥン・スプーン         | 南アフリカ共和国 | 11回目 | 最下位に与えられる不名誉な称号                 | 1996年からの通算。2012年からでは1回目。   |

## 対戦詳細

### Round 1
| 2015年7月17日 19:35 NZST (UTC+12) | (1 BP) ニュージーランド | 39–18    | アルゼンチン                                                                                       | Rugby League Park, クライストチャーチ 観客数: 17,512人 レフリー: Craig Joubert (南アフリカ) |
| 2015年7月17日 19:35 NZST (UTC+12) | トライ: マコウ 20' m ノヌー 40' c ピウタウ 42' c リード 48' c テイラー 71 c コンバート: カーター (4/5) 40', 44', 49', 73' PK: カーター (2/4) 5', 16' | レポート | トライ: クレービー (2) 55' m, 61' c コンバート: サンチェス (1/2) 61' PK: サンチェス (2/3) 12', 33' | Rugby League Park, クライストチャーチ 観客数: 17,512人 レフリー: Craig Joubert (南アフリカ) |

| 2015年7月18日 20:05 AEST (UTC+10) | オーストラリア | 24–20    | 南アフリカ共和国 (1 BP)                                                                               | ラング・パーク, ブリスベン 観客数: 37,633人 レフリー: ナイジェル・オーウェンズ (ウェールズ) |
| 2015年7月18日 20:05 AEST (UTC+10) | トライ: アシュリー クーパー 32' c フーパー 73' c クリンドラニ 80' c コンバート: クーパー (2/2) 33', 74' ギタウ (1/1) 80' PK: クーパー (1/3) 54' | レポート | トライ: エツベス 37' c クリエル 44' c コンバート: ポラード (2/2) 39', 45' PK: ポラード (2/3) 15', 25' | ラング・パーク, ブリスベン 観客数: 37,633人 レフリー: ナイジェル・オーウェンズ (ウェールズ) |

Notes:
- オーストラリアがマンデラチャレンジプレートを獲得した。

### Week 2
| 2015年7月25日 17:05 SAST (UTC+02) | (1 BP) 南アフリカ共和国                                                                            | 20–27    | ニュージーランド | エリス・パーク・スタジアム, ヨハネスブルグ 観客数: 62,000人 レフリー: ジェローム・ガルセス (フランス) |
| 2015年7月25日 17:05 SAST (UTC+02) | トライ: ルルー 9' c クリエル 45' c コンバート: ポラード (2/2) 10', 46' PK: ポラード (2/3) 20', 56' | レポート | トライ: Bスミス 39' c コールズ 48' c マコウ 73' c コンバート: ソポアンガ (3/3) 40', 49', 74' PK: ソポアンガ (2/4) 2', 80' | エリス・パーク・スタジアム, ヨハネスブルグ 観客数: 62,000人 レフリー: ジェローム・ガルセス (フランス) |

Notes:
- ニュージーランドがフリーダムカップを防衛。
- 南アフリカ共和国の3連敗は、2011年大会以来。

| 2015年7月25日 19:40 ART (UTC-03) | アルゼンチン                       | 9–34     | オーストラリア (1 BP) | エスタディオ・マルビナス・アルヘンティナス, メンドーサ 観客数: 25,000人 レフリー: ヤコ・ペイパー (南アフリカ共和国) |
| 2015年7月25日 19:40 ART (UTC-03) | PK: サンチェス (3/3) 29', 40', 57' | レポート | トライ: トマネ 16' m マム 58' m クリンドラニ 77' c アシュリー クーパー 78' m コンバート: フォーリー (1/4) 77' PK: フォーリー (4/5) 39', 42', 53', 69' | エスタディオ・マルビナス・アルヘンティナス, メンドーサ 観客数: 25,000人 レフリー: ヤコ・ペイパー (南アフリカ共和国) |

Notes:
- オーストラリアがピューマトロフィーを獲得。
- この試合で、オーストラリアの優勝が決まった。

### Week 3
| 2015年8月8月 20:05 AEST (UTC+10) | オーストラリア | 27–19    | ニュージーランド                                                             | スタジアム・オーストラリア, シドニー 観客数: 73,824人 レフリー: ウェイン・バーンズ (イングランド) |
| 2015年8月8月 20:05 AEST (UTC+10) | トライ: ケプ 43' c アシュリー クーパー 60' c ホワイト 71' c コンバート: ギタウ (2/2) 44', 61' ホワイト (1/1) 73' PK: ギタウ (1/2) 26' ホワイト (1/1) 68' | レポート | トライ: ミルナー スカッダー (2) 55' m, 64' m PK: カーター (3/3) 8', 29', 50' | スタジアム・オーストラリア, シドニー 観客数: 73,824人 レフリー: ウェイン・バーンズ (イングランド) |

| 2015年8月8日 17:05 SAST (UTC+02) | 南アフリカ共和国                                                                                                | 25–37    | アルゼンチン (1 BP) | キングス・パーク・スタジアム, ダーバン 観客数: 27,447人 レフリー: ロマン・ポワト (フランス) |
| 2015年8月8日 17:05 SAST (UTC+02) | トライ: デヤハー 35' c ルルー 48' c ハバナ 78' m コンバート: ポラード (2/2) 36', 49' PK: ポラード (2/2) 9', 28' | レポート | トライ: ボシュ 1' c イモフ (3) 22' c, 30' c, 41' c コンバート: エルナンデス (4/4) 2', 23', 32', 42' PK: エルナンデス (1/3) 37' ボシュ (1/1) 39' ドロップ: ボシュ (1/1) 62' | キングス・パーク・スタジアム, ダーバン 観客数: 27,447人 レフリー: ロマン・ポワト (フランス) |

Notes:
- アルゼンチンは、南アフリカ共和国に初勝利した。
- アルゼンチンは、2012年にザ・ラグビーチャンピオンシップに参入して以来、初のボーナスポイント獲得と初のアウェー戦勝利を獲得した。

## 放送
- J SPORTS - 「ザ・ラグビーチャンピオンシップ2015 ～南半球4カ国対抗戦～」[7][8]